# Антисекс (фильм)
«Антисекс» (итал. Controsesso) — итальянский кинофильм 1964 года.

## Сюжет
Фильм состоит из трёх новелл.
1. «Кокаин по воскресеньям». Марчелла находит спрятанный её мужем Сандро порошок и из любопытства пробует понюхать его. Порошок оказывается кокаином, и Марчелла чувствует прилив сил. Она решает попросить мужа также понюхать кокаин, но кокаин ему не принадлежит и, чтобы обмануть жену, ему приходится нюхать стиральный порошок…
2. «Профессор». Пожилой профессор повсюду окружён женщинами. Лишь в своём кабинете он может обратиться к мужскому миру, слушая военный марш. Однако у него имеется навязчивая идея…
3. «Деловая женщина». Музыкант Спадини вступает в связь с красивой женщиной. Однако она постоянно занята и находит время для любви только в необычных местах, при этом параллельно решая деловые вопросы…

## В ролях
- Уго Тоньяцци — профессор
- Нино Манфреди — Сандро Чьоффи / Спадини
- Умберто д’Орси — Армандо
- Анна-Мария Ферреро — Марчелла
- Ренцо Мариньяно — Коррадо
- Долорес Веттах — Джованна
- Антонио Чьанчи — адвокат

## Съёмочная группа
- Режиссёры: Ренато Кастеллани, Марко Феррери, Франко Росси
- Продюсер: Карло Понти
- Сценарист: Лео Бенвенути, Ренато Кастеллани, Рафаэль Аскона
- Композитор: Пьеро Умильяни[итал.], Тео Узуэлли[итал.], Роман Влад
- Оператор: Леонида Барбони, Роберто Джерарди[итал.], Эннио Гварньери